# Chiesa di San Falco
La chiesa dei Santi Antonino e Falco è la chiesa patronale di Palena, in provincia di Chieti. È intitolata a san Falco di Palena, monaco basiliano morto a Palena nell'XI secolo, e a Sant'Antonino Martire.

## Storia

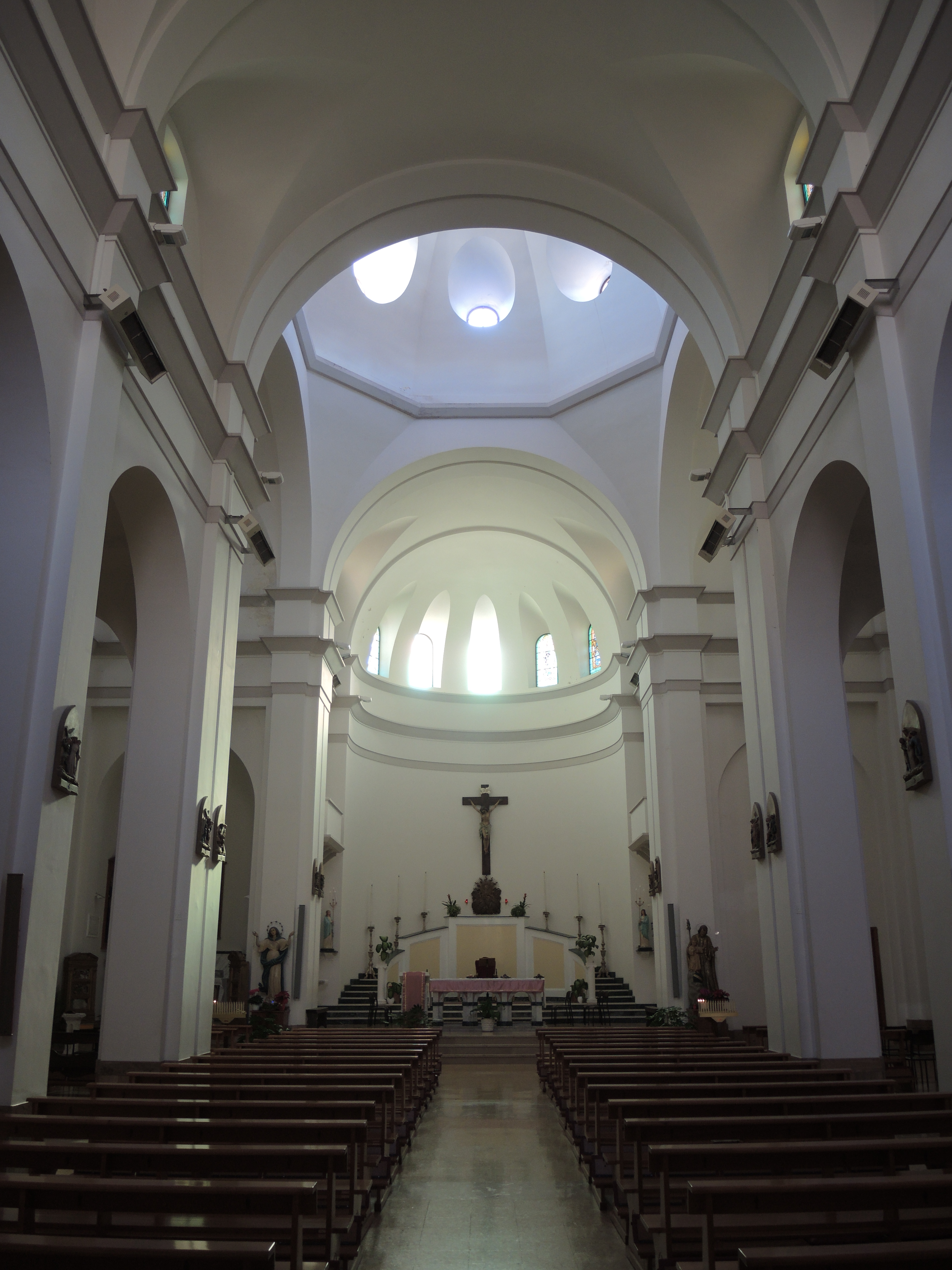
Interno

Una prima chiesa fu eretta durante il periodo dell'evangelizzazione nell'VIII secolo da parte dei monaci benedettini volturnesi, sulle rovine di un tempio pagano dedicato a Giove o ad Ercole, e fu intitolata a santa Maria de Palena. Dopo l'arrivo dei Franchi di Pipino e successivamente di Carlo Magno il tempio, per volontà dei palenesi, venne dedicato a Sant'Antonino Martire che, giunto in Italia dalla Borgogna, la tradizione vuole sia passato a Palena nel V secolo. È comunque noto che il Santo, una volta arrivato a Salerno, abbia iniziato a girare i centri del Regno di Napoli per diffondere il Cristianesimo sotto papa Innocenzo I. Più volte il luogo di culto fu distrutto dalle incursioni barbare e dai terremoti, ma fu sempre ricostruito nello stesso sito. Intorno all'XI secolo i conti di Valva, feudatari di Palena, lo abbellirono all'interno di un più vasto piano di rimaneggiamento di chiese e monasteri nei possedimenti, come attestato dal rinvenimento di alcuni capitelli riconducibili all'arte protogotica dell'XI secolo.
Con la traslazione delle spoglie di san Falco dalla chiesa di Sant'Egidio al presente edificio, quest'ultimo cambiò di denominazione. Il corpo del santo e gli armadi del reliquiario riuscirono a salvarsi dal violento terremoto che il 3 novembre 1706 distrusse la chiesa e tre quarti del paese. La nuova ricostruzione dovette però essere demolita nel 1841, quando divenne troppo piccola per contenere l'accresciuta popolazione. Su progetto dell'ingegnere architetto Raffaele Chiaverini il tempio fu innalzato nuovamente, ma fu raso al suolo dal bombardamento americano del 13 gennaio 1944, nel giorno della ricorrenza della morte di San Falco.
Dalla riedificazione del 1953 soltanto il campanile fa parte della chiesa precedente, ma le forme esterne vi rimangono comunque fedeli.

## Descrizione
L'architettura è molto fedele a quella originale. La pianta basilicale è a croce latina con un ampio transetto decorato da due rosoni.
La facciata in mattoni rossi è squadrata da fasce marmoree e ha un ampio rosone. Sopra il.transetto c'è una cupola ottagonale molto bassa e ampia con un oblò per ogni lato.
Il campanile settecentesco è una torre imponente divisa in tre settori da cornici. Gli ultimi due settori hanno archi per ogni lato. Sulla sommità c'è una lanterna con archi che termina con cuspide. Alla base del campanile ci sono tracce della struttura originaria e delle arcate a tutto sesto. Sul lato di destra la roccia su cui poggia il campanile si collega con il fiume Aventino ed ha un'infossatura dentro cui è stata collocata la statua di una Madonna.
L'interno della chiesa aveva dipinti barocchi ma sono andati quasi tutti dispersi con la distruzione. Gli affreschi originari però sono stati recuperati fedelmente. Inoltre vicino all'altare sono conservate le reliquie di San Falco da Palena.
L'impianto è a croce latina con navata unica, scandita da cappelle laterali. L'altare maggiore aveva un tabernacolo a muro neoclassico con timpano semicircolare e colonne ioniche. L'attuale presbiterio mostra l'abside semicircolare, e ha al centro una statua del Crocifisso.
Nella cappella laterale c'è la nicchia col busto in argento dorato di San Falco, opera di Domenico Capozzi; presso la nicchia laterale c'è la statua settecentesca di Sant'Antonio di Padova.
Le opere d'arte oggi conservate sono:
- Statua di Santa Caterina da Siena, bottega nordica, metà '900
- Statua di San Cataldo, opera di Michele Falcucci di Atessa, datata 1884
- Statua di San Rocco e il cane, metà '900
- Dipinto di Oreste Recchione "San Falco guarisce l'indemoniata"  olio su tela
- Busto ligneo di Sant'Antonino di Firenze, legno, metallo XVIII secolo
- San Giuseppe e il Bambino, scultura opera di Giuseppe Stuflesser di Ortisei
- Statua del Beato Nicola da Forca Palena, metà '900
- Cristo crocifisso, altare Maggiore
- Madonna Immacolata, legno  metà '900
- Reliquiario ligneo di San Falco e Busto argenteo
- Sant'Antonio di Padova, scultura di Filippo Tenaglia di Orsogna, fine '700
- Tela della Sacra Famiglia con Adorazione dei Pastori, metà XIX secolo
- Statua di Sant'Emidio con l'Angelo offerente Palena, metà '800.
- Gruppo scultoreo dell'Addolorata e Cristo morto, metà '809, scuola famiglia Conto di Sulmona
- Cappella dei Santi: contiene sculture di vari santi di diverse epoche, tra le più antiche il busto di San Falco,  San Marciano (XVIII sec), la Croce coi simboli della Passione,  San Rocco,  Cristo Ecce Homo,Santa  Rita, San Francesco,  San Biagio.
- Quadro di Oreste Recchione: "Cristo consegna a San Pietro le chiavi del Paradiso"